# 2 Meter Sessies
2 Meter Sessies is een Nederlands muzikaal radio- en televisieprogramma, gepresenteerd door Jan Douwe Kroeske. In dit programma wordt sinds 1987 bekende en nieuwe artiesten de mogelijkheid geboden om in een studio-omgeving een inkijk in hun liedjes te geven en deze regelmatig tot een akoestische basis terug te brengen. Gezien het startjaar van het programma is 2 Meter Sessies in dit aspect een voorloper op het later populaire tv-programma MTV Unplugged.

## Radio en televisie
2 Meter Sessies begon in 1987 bij de NOS. Het idee voor het format ontstond toen Neil Finn, de frontman van de band Crowded House, op dinsdagmiddag 19 mei 1987 een aantal akoestische nummers speelde in het radioprogramma Twee meter de lucht in op de VARA dinsdag op Radio 3. Het programma 2 Meter Sessies, dat de meeste tijd ook een televisieversie kende, verhuisde sindsdien via de VARA / Radio 3, Nederland 3 en RTL 5 naar Kink FM en Veronica. In de afgelopen jaren werden meer dan duizend sessies opgenomen, met onder andere Counting Crows, Radiohead, Foo Fighters, REM, Bush, Anouk, Nirvana, Milow, Venice, K's Choice, Joe Cocker, De Dijk, Sepultura, Golden Earring en Coldplay.
In 2010 kon men voor het kijken een luisteren van 2 Meter Sessies terecht bij Het Gesprek en Kink FM. Op Kink FM worden twee programma's omtrent 2 Meter Sessies uitgezonden: Twee Meter De Lucht In en 2 Meter Live. Het eerste programma bevat de nieuwste popmuziek, afgewisseld met klassieke 2 Meter Sessies, en het tweede programma bevat vooral nieuw opgenomen 2 Meter Sessies, live-studiogasten en livefragmenten. 2 Meter Sessies is tot het stoppen van Kink FM uitgezonden bij de radiozender. Op Het Gesprek werd het programma 2 Meter Sessies in Gesprek uitgezonden. Hierin stelde Kroeske het omvangrijke 2 Meter Sessies-archief open voor een muzikale gast, die drie favorieten koos. Gasten in het eerste seizoen, dat 22 afleveringen telde, waren onder anderen Kyteman, Milow, The Sheer, Heather Nova, Ed Kowalczyk (van Live), Milow, Spinvis en Ben Taylor. In april 2010 tot en met juni liep er een tweede reeks van 11 afleveringen. Hierin o.a. Steve Lukather van de band Toto, Arid, Lou Rhodes (van Lamb), Bertolf, Band of Skulls en Bettie Serveert. Het Gesprek heeft haar uitzendingen halverwege 2010 gestaakt.
In december 2010 zend televisie- en internet aanbieder Ziggo een tweetal nieuwe 2 Meter Sessies uitzendingen uit op haar digitale televisiekanaal. Te gast zijn dan de Nederlandse bands Moke en DeWolff. In 2011 krijgt deze reeks een vervolg met uitzendingen waarin onder andere Triggerfinger, Racoon, De Staat, Heather Nova, Cloud Control en Skunk Anansie te gast zijn. Ook is er een speciale uitzending opgenomen met de Eindhovense band Woody and Paul die voor hun sessie zich hebben laten inspireren door de Amerikaanse tv-serie True Blood.
Vanaf september 2013 waren nieuwe afleveringen van 2 Meter Sessies te zien op Veronica. Vanaf maart 2014 worden nieuwe afleveringen uitgezonden op het gratis kanaal van FOX.

## Theatertournee
In 2009 ging Kroeske het theater in met de 2 Meter Sessies onder de noemer '2 Meter het Theater In'. Voor het eerst in 21 jaar vertelde de geestelijk vader van de 2 Meter Sessies in deze setting over de 'parels' uit het inmiddels overvolle 2 Meter-archief. Daarin zaten ondertussen al meer dan 1400 bijzondere opnamen, van Radiohead en James Taylor tot de Foo Fighters en Nirvana. Naast de persoonlijke anekdotes, de historische momenten en de legendarische muzikanten waren de voorstellingen geheel gewijd aan muziek. Oude en nieuwe opnamen, in beeld en geluid, een liveartiest, alles verpakt in een twee uur durende multimediale voorstelling.

## Cd's
Tegelijk met de tournee kwam er een drieluik-cd op de markt, met hierop een selectie van de beste sessies uit de afgelopen 21 jaar, met onder meer Anouk, Supergrass, J.J. Cale, Randy Newman, Live en Counting Crows.
In 2001 is er ook een dubbel-cd uitgebracht met de titel De Beste 2 Meter Sessies Allertijden. De dubbel-cd bevat 32, veelal speciale akoestische, uitvoeringen van bekende nummers van bekende artiesten uit binnen- en buitenland. Enkele voorbeelden zijn Anouk met "Nobody's Wife" en Joe Cocker met "You Are So Beautiful".
In totaal zijn er elf delen met compilaties uit de 2 Meter-sessies op cd verschenen. Daarnaast is er van enkele artiesten een compleet deel uitgebracht, zoals van The Scene, Hallo Venray, Sjako! en Venice.
Ook zijn er nog vele nummers te vinden op diverse cd-singles, promotie-cd's en als bonusnummers op studioalbums. In augustus 2011 werd Het Beste van 2 Meter Sessies door Hifi.nl uitgeroepen tot een van de bestklinkende albums.

## Discografie

### Verzamel-cd's
- 2 meter sessies, volume 1 (1991)
- 2 meter sessies, volume 2 (1992)
- 2 meter sessies, volume 3 (1992)
- 2 meter sessies, volume 4 (1993)
- 2 meter sessies, volume 5 (1994)
- 2 meter sessies, volume 6 (1995)
- 2 meter sessies, volume 7 (1998)
- 2 meter sessies, volume 8 (1999)
- 2 meter sessies, volume 9 (2000)
- 2 meter sessies, volume 10 (2001)
- 2 meter sessies, volume 11 (2011)
- 2 meter sessies NL1 (1999)
- 2 meter sessies @ Crossing Border
- Het Beste uit 10 jaar 2 meter sessies (2 cd's 1997)
- De Beste 2 meter sessies Aller Tijden (2 cd's 2001)
- Het Beste van 2 meter sessies 1987-2009 (3 cd's 2009)
- The Dutch 2 meter sessions (Dutch bands complilation)
- Acoustic Session Volume 1 (2010)
- J.D. Kroeske presents Americana (1 of 2 cd's with sessions)
- Voices of Soul - Rendez Vous - 2 meter sessies live (1994)
- TakeRoot5 - Tony Joe White/Chip Taylor
- Unplugged - The Beste Acoustic Versions (1992) (The Christians/Gavin Friday)
- The Acoustics (1996) (Jayhawks)
- The Best Acoustic Versions (Moody Blues/John Hiatt/Julian Lennon/Nits/The Church)
- The 13 Year Itch (1993) (Bettie Serveert - Totally Freaked Out)

### Cd's van één artiest
- Bad Examples - Two-Meter Session
- Comsat Angels - Unravelled
- Hallo Venray - 2 meter sessie
- Sjako! - 2 meter sessies
- The Scene - 2 meter sessie
- Venice - 2 meter sessie

### Dvd's
- Epica - We Will Take You With Us (2004)
- Cuby & The Blizzards - 40 jaar de Blues (2006)
- De Kast - Open (2001)
- Radiohead - The Bends (Collectors Edition) (2009) (My Iron Lung/High and Dry/Fake Plastic Trees/Street Spirit (Fade Out))
- Venice - 2 meter sessies (2004)

### Cd-singles en andere uitgaven
- Anouk- Lost Tracks (2001) (I Alone/Nobody's Wife/It's So Hard)
- Blind Melon - Change (1994) (No Rain(ripped away version)/Candy Says/Paper Scratcher)
- Blue Guitars - What In The World (1992) (A Fool Is A Star/Higher Higher/Pearly White Day)
- Dan Baird - The One I Am (1993) (I Cry Instead)
- Willy DeVille - I Call Your Name (1993) (I'm In The Mood/Early Morning Blues/Well It's True So True/Who's Gonna Shoot Your Little Pretty Foot)
- Jane Doe - Waiting for the Day (1998) (We Chat)
- Eden - Our Lips Are Sealed (1998) (Burying Beetle)
- Ezio - Wild Side (1995) (The Further We Stretch/Saxon Street)
- Fatal Flowers - Younger Days (Moving Target/Tell Me That It Isn't True/Funky Street/Little Drummer Boy)
- Foo Fighters - Next Year (part 1) (Big Me/Next Year)
  - - Breakout-Live in Holland (part 1) (Floaty/Ain't It The Life/Next Year)
- Green Lizard - Autumn (2000) (Speak the Words/Requiem)
- Boudewijn de Groot - Wonderkind aan het Strand (1996) (Als jij niet van Mij Houdt/Een Slag Zo zwaar Verloren)
  - - Avond (1997) (De Grijze Dame)
- John Hiatt - Pirate Radio (1997) (Walk On/Georgia Rae/Little Head/The River Knows Your Name)
- Joe Jackson - Ultimate Collection (Stranger Than You)
- The Jayhawks - Tomorrow The Green Grass (1995) (Blue/I'd Run Away)
  - - I'd Run Away (1995) (I'd Run Away/Blue)
- Jellyfish - New Mistake (1993) (The Ghost At Number One/King Is Half Undressed/Baby Is Coming Back)
- Johan - Walking Away (2006) (Staring At The Sun/You Know)
- De Kast - Hetere Vuren (promo)(2001) (Hetere Vuren)
- Kent - Box 1991-2008 - Isola (2008) (OWC/Celsius)
- The La's - Callin' All (2010) (There She Goes/Timeless Melody/Doledrum/Feelin'/Alright)
- Living Colour - Nothingness (1993) (Nothingness/Leave It Alone)
- Morphine - Honey White (1995) (I Know You Part II/All Wrong)
  - - Super Sex (1995) (Have A Lucky Day)
  - - B-Sides & Otherwise (1997) (Have A Lucky Day/I Know You Part II/All Wrong)
- Nada Surf - Deeper Well (1997) (Everybody Lies)
- Posies - At Least At Last(BOX) (2000) (Dreaming)
- Radiohead - Street Spirit (fade out) (1996) (Anyone Can Play Guitar/Bones/Street Spirit (fade out))
- Reboelje - Flecht (1995) (Krekt As Wy)
- Rex - 2 meter sessie 809 (1999) (Can You Hear It/God Gave Rock And Roll To You)
- Russ Tolman - Sleepin' All Alone (1992) (Blame It On The Girl/Letters They Flatter/That's My Story and I'm Stickin' to It)
- Sjako! - Hurt (I Wish) (1993) (Hurt(I Wish)/Dingwall's Dazzle Dance)
  - - I Won't Quit Now (1993) (Don't Try To Fit)
  - - Try To Forget (1995) (Liza(Don't You Weep)/I Know I'm Right)/Why Me!/Love Show Me)
  - - Diggin' (1996) (Diggin'/Stale-Mates)
  - - Liza (Don't You Weep) (1995) (Liza(Don't You Weep)/Running))
- Soapstone - Sugar & Cane (Drop That Shit)
- Spearhead - 2 meter sessions (Hole in the Bucket/People in the Middle/100,000 Miles/Of Course You Can)
- Suzanne Rhatigan - Indian Summer (1993) (Crosstown Traffic)
- The Comsat Angels (1994) (The Cutting Edge/Shiva Descending/What Else/My Minds Eye)
- The Scabs - Time (1990) (Rockin' In The Free World/Hard Times)
  - - All I Ever Do (1994) (Anyway)
- The Serenes - Feel Me (1994) (Love Under Will/Feel Me)
- Teenage Fanclub - Hang on (1993) (120 Minutes/Four strong winds/Hang on)
- Texas - Future is Promises (1989) (Future is Promises/Prayer For You)
- Tonic - Live & Enhanced (1999) (If You Could Only See)
- Tröckener Kecks - In Tranen (1991) (Vergeet Mij Niet)
  - - Het Kleine Geheim (1994) (Kijk Niet Om)
- Steve Wynn - The Suitcase Sessions (1998) (Venus/Tighten Up)
- Yeasayer - Odd Blood - bonus-cd (2010) (Wait For the Summer/Tightrope/No Need To Worry/2080)